# 탐지견

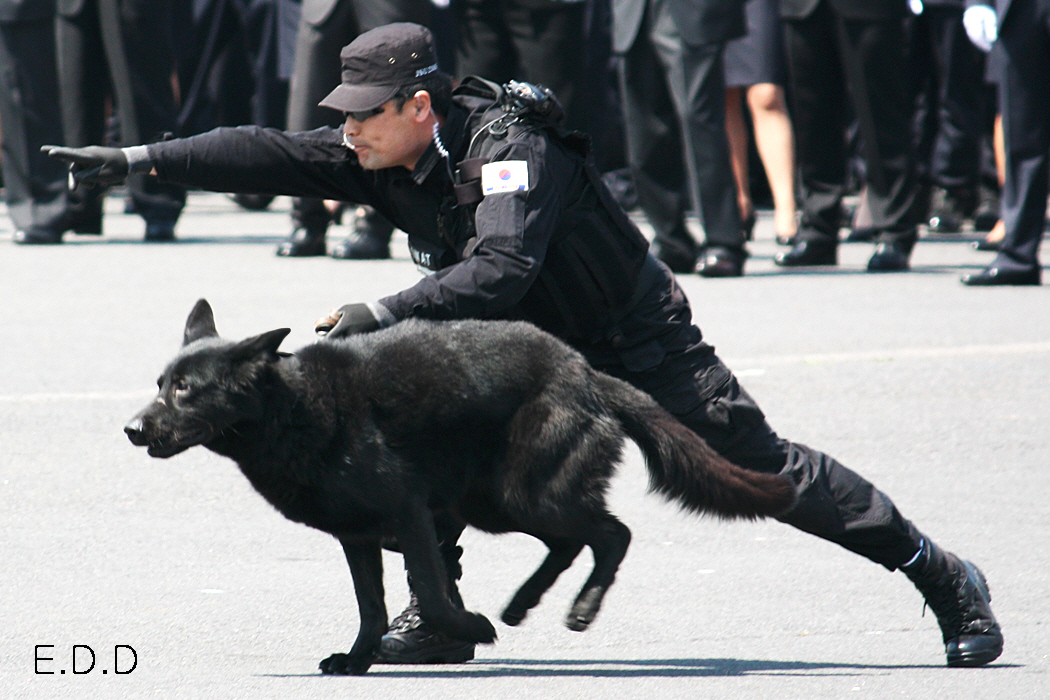
대한민국 경찰특공대의 폭발물 탐지견이 원격 탐지를 위해 탐지견 운용요원(핸들러)으로부터 방향을 지시받고 달려나가는 모습

탐지견(探知犬, detection dog)은 훈련 과정을 통해 특정 화학물질의 냄새를 기억(인지)시켜 특정 냄새를 흡취하면 앉거나 엎드리는 등 일정한 행동을 취하여 지도수나 제 3자에게 특정 물질의 탐지결과를 표현하도록 행동학적으로 훈련을 받은 개를 말한다.

## 요구 능력
탐지견으로 활용되는 개는 건강하고 사회성과 환경 적응력이 뛰어나야 하며, 성격이 활발하고 적극적이며 호기심이 많아야 하고 아울러 온순해야 한다. 탐지견의 일정한 신체적인 특성과 행동상의 특성들이 탐지훈련을 하고 현장에서 탐지활동을 하는데 영향을 미치게 된다. 발생의 특징들(유전)은 탐지훈련 및 탐지업무에 대한 적합성에 있어서 강력한 영향을 주고, 이것은 후각 능력, 신체적 크기, 허약한 질병의 성향, 신진대사, 훈련능력(지능), 긴 수명 등이 관여된다.

## 활용
탐지견에는 폭발물 탐지견, 마약 탐지견, 육류 탐지견(검역견), 인명 구조견 등이 있으며 민간 분야에서는 송유관 누수, 금광, 밀수 식료품, 피부암, 매미나방 유충, 갈색나무뱀, 고래 배설물, 흰개미 등을 찾아내거나 암소의 발정기나 당뇨병 환자의 발작 전조를 사람에게 알리는데 사용되기도 한다. 뿐만 아니라 도주 용의자 및 총기류를 추적하고 발견하거나, 여러 명의 일반인과 함께 정렬해 서 있는 범죄 용의자를 냄새를 맡아 특정하는 등 수사 및 사법 분야에 이르기까지 폭넓게 활용되고 있다. Law Enforcement LegalReview에 따르면 지난 10년간 가연성 물질과 발화성의 유체 잔유물을 탐지하는 일명 발화촉진제 탐지견을 훈련시켰고, 탐지견의 반응은 용인될 수 있는 증거로서 입증되어 사법기관이 효과적으로 광범위하게 활용되고 있다.

## 같이 보기
- 군용견

## 참조
- 서인석 2009. 개의 후각능력을 이용한 암세포 특이성분 탐지에 관한 연구(Study on the Detection of Specific Materials in the Cancer Cell Using Scenting Ability of Dogs) 제주대학교 동물자원학 전공 석사학위논문

1. ↑  Myers& Johnston, 1994: 박, 2008
2. ↑  Furton& Myers, 2001
3. ↑  U.S.Congress,1992